# Gymnosoma neotropicale
Gymnosoma neotropicale är en tvåvingeart som beskrevs av Cortes och Campos 1971. Gymnosoma neotropicale ingår i släktet Gymnosoma och familjen parasitflugor. Inga underarter finns listade i Catalogue of Life.